# Aeropuerto Internacional de Exeter

Un servicio de bus conecta con el Great Western Railway.

O con South Western Railway.

O con CrossCountry.

El Aeropuerto internacional de Exeter (IATA: EXT, ICAO: EGTE) es un aeropuerto británico situado en Clyst Honiton en el distrito de East Devon cerca de la ciudad de Exeter y en el condado de Devon. 

## Ubicación
El Aeropuerto Internacional de Exeter se encuentra a 6.4 kilómetros del límite este de la ciudad de Exeter, aproximadamente a unos 270 km al suroeste de Londres. Al sur se encuentra conectado con  la autopista A30, a la que puede accederse desde el este, y a la M5, a la que puede accederse por el oeste, a 2,4 km de distancia. La M5 permite buenas conexiones con Bristol y con las Midland.
No hay vías ferroviarias de acceso al aeropuerto, y la estación más cercana es Pinhoe. La Estación de Exeter St Davids tiene un servicio de buses que conecta con el aeropuerto.

## Historia
El campo de aviación se había originado como un campo de hierba de club de vuelo antes de ser construido en 1937 y se inauguró oficialmente el 30 de julio de 1938 al igual que el aeropuerto de Exeter, suponiendo un coste de alrededor de 20.000 libras.

### Uso en tiempo de guerra
Durante la Segunda Guerra Mundial el comando de la RAF de Exeter fue importante durante la Batalla de Inglaterra, con unas dos docenas de diferentes escuadrones de cazas de la RAF están estacionados allí por períodos variables a través de 1944, y casi todos los tipos de combate operacionales de esos años había estado presente.
El campo de vuelo de la RAF en Exeter también fue utilizado por las fuerzas aéreas del ejército de Estados Unidos (USAAF), concretamente por la Novena Fuerza Aérea como una base de transporte de tropas del Día-D con aviones Douglas C-47 Skytrain para lanzar paracaidistas cerca de Carentan para poder aterrizar en la cabeza de playa de Normandía. También era conocida como  estación AAF-463 de la USAAF.

#### Batalla de Inglaterra
RAF Exeter fue la sede de los siguientes escuadrones del Grupo número 10 durante la Batalla de Inglaterra:
- Escuadrón N.º 213, desde el 18 de junio de 1940.
- Escuadrón N.º 87, desde el 5 de julio de 1940.
- Escuadrón N.º 601, desde el 7 de septiembre de 1940.

A pesar de los grandes esfuerzos de camuflaje, incluyendo la pintura de las pistas de aterrizaje, Exeter atrajo a la Luftwaffe en varias ocasiones durante los primeros años del conflicto y algunos de los edificios administrativos y técnicos fueron destruidos.

### Uso en la posguerra
Los siguientes inquilinos fueron los hidroaviones de rescate de la RAF y a éstos se les unieron una unidad de formación de planeadores a principios de 1945.
Después de la guerra, Exeter fue reclamada por la Orden del Luchador y una escuadra francesa, Supermarine Spitfire, entró y se quedó hasta noviembre de 1945. Meteoros y Mosquitos hizo una breve aparición en la primavera siguiente.
Cuando Escuadrón N.º 691  partió en el verano de 1946, la estación se puso a disposición para uso civil, para ser transferia oficialmente al Ministerio de Aviación Civil el 1 de enero de 1947, aunque todavía hubo alguna actividad de la RAF hasta la década de 1950.
Los servicios regulares a las islas del Canal comenzaron en 1952 y los vuelos chárter a varios lugares siguieron. Un nuevo edificio terminal se inauguró a principios de 1980 y se llevaron a cabo otras mejoras durante los años siguientes, incluyendo una ampliación de la pista, para convertir a Exeter en un aeropuerto importante en el oeste del país.
El 5 de enero de 2007, una participación mayoritaria del aeropuerto fue vendido por el Consejo del Condado de Devon a Regional and City Airports Ltd, un consorcio encabezado por la constructora Balfour Beatty. El 26 de junio de 2013, el aeropuerto fue comprado por la división aeroespacial de Rigby Patriot Group, que también posee el Aeropuerto de Coventry.

## Beneficios
- Bajo nivel de utilización.
- Una sola terminal.

## Aerolíneas, y destinos

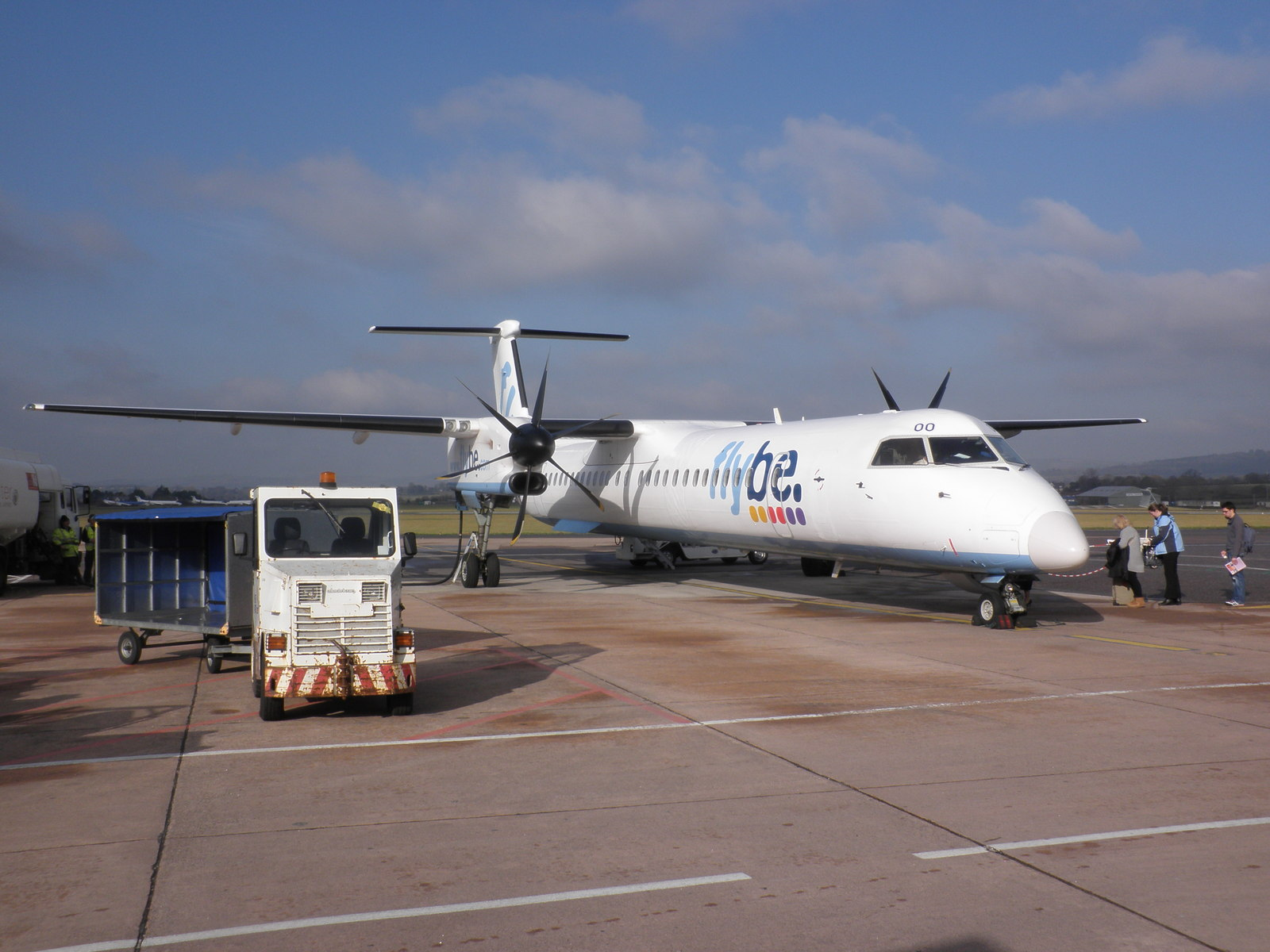
Q400 de Flybe embarcando hacia Newcastle en 2010.

### Pasajeros
| Aerolíneas             | Destinos |
| ---------------------- | --- |
| Aer Lingus             | Belfast–City, Dublín |
| Aurigny                | Guernsey |
| Blue Islands           | Jersey |
| Isles of Scilly Skybus | Estacional: Islas Sorlingas |
| Loganair               | Edimburgo, Glasgow, Newcastle upon Tyne |
| Ryanair                | Alicante, Málaga Estacional: Faro, Palma de Mallorca (inicia 2 de mayo de 2024)                                                                  |
| TUI Airways            | Estacional: Antalya, Chambéry, Corfú, Dalaman, Gran Canaria, Heraclión, Lanzarote, Menorca, Palma de Mallorca, Pafos, Rodas, Tenerife-Sur, Zante |

### Carga
| Aerolíneas | Destinos                        |
| ---------- | ------------------------------- |
| Royal Mail | East Midlands, Londres-Stansted |

## Estadísticas
Ver fuente y consulta Wikidata.
| Puesto | Aeropuerto        | Pasajeros | Variación % |
| ------ | ----------------- | --------- | ----------- |
| 1      | Palma de Mallorca | 33.234    | 787,2%      |
| 2      | Jersey            | 29.507    | 85,3%       |
| 3      | Lanzarote         | 26.224    | 339,3%      |
| 4      | Alicante          | 25.025    | 209,9%      |
| 5      | Edimburgo         | 23.908    | 83,7%       |
| 6      | Belfast–City      | 19.817    | 19,8%       |
| 7      | Málaga            | 19.100    | 170,0%      |
| 8      | Tenerife–Sur      | 18.717    | 221,5%      |
| 9      | Dublín            | 17.019    | 18.810%     |
| 10     | Guernsey          | 16.374    | 123,4%      |